# Liste der Baudenkmäler in Partenstein
Auf dieser Seite sind die Baudenkmäler in der unterfränkischen Gemeinde Partenstein zusammengestellt. Diese Tabelle ist eine Teilliste der Liste der Baudenkmäler in Bayern. Grundlage ist die Bayerische Denkmalliste, die auf Basis des Bayerischen Denkmalschutzgesetzes vom 1. Oktober 1973 erstmals erstellt wurde und seither durch das Bayerische Landesamt für Denkmalpflege geführt wird. Die folgenden Angaben ersetzen nicht die rechtsverbindliche Auskunft der Denkmalschutzbehörde.
 Diese Liste gibt den Fortschreibungsstand vom 15. April 2020 wieder und enthält fünf Baudenkmäler.

## Baudenkmäler
| Lage                        | Objekt                                          | Beschreibung | Akten-Nr.    | Bild                                            |
| --------------------------- | ----------------------------------------------- | --- | ------------ | ----------------------------------------------- |
| Am Schloßberg 11 (Standort) | Mühle                                           | Zweigeschossiger Satteldachbau, Erdgeschoss Rotsandstein, Obergeschoss Fachwerk, 1824. | D-6-77-170-1 | BW                                              |
| Au (Standort)               | Burgruine                                       | Vermutlich auf rechteckigem Grundriss, geringe Mauerreste, mittelalterlich, Zerstörung 1633, danach als Steinbruch genutzt, derzeit umfangreiche Ausgrabungs- und Wiederherstellungsarbeiten                                                                               | D-6-77-170-5 | weitere Bilder                                  |
| Hauptstraße 26 (Standort)   | Evangelisch-lutherische Pfarrkirche             | Saalkirche mit Satteldach und leicht vortretendem Fassadenturm mit obeliskartigem Pyramidendach, Putzfassade mit strenger Sandsteingliederung, klassizistisch, bezeichnet mit „1831“, erbaut von Johann Schönmann nach Plänen von Johann Philipp Mattlener.                | D-6-77-170-2 | weitere Bilder                                  |
| Oberer Weg 10 (Standort)    | Katholische Pfarrkirche St. Johannes der Täufer | Saalkirche mit Satteldach und Chorturm mit flachem Pyramidendach, Putzfassade mit sparsamen Sandsteinrahmungen, klassizistischer Rundbogenstil, Johann Schönmann, vermutlich ebenfalls nach einem Entwurf Johann Philipp Mattleners, 1836, Anbau 1972/73; mit Ausstattung. | D-6-77-170-3 | Katholische Pfarrkirche St. Johannes der Täufer |
| Nähe Torweg (Standort)      | Friedhofskreuz                                  | Inschriftsockel mit Kruzifix, roter und gelber Sandstein, bezeichnet mit „1835“. | D-6-77-170-4 | BW                                              |